# Barkenhoff
Le Barkenhoff (bas allemand pour Birkenhof) est une ancienne ferme caractéristique de la région située à Worpswede, en Basse-Saxe (Allemagne). 
Elle est connue pour avoir été le centre de la communauté d'artistes de Worpswede. Le bâtiment abrite aujourd'hui le musée Heinrich Vogeler.

## Description
La Barkenhoff est acquise en 1894 par l'artiste Heinrich Vogeler et transformée en quelques années en un impressionnant bâtiment de style Art nouveau surmonté d'un remarquable pignon en forme de cloche. Un poème de Rainer Maria Rilke est transcrit au-dessus du portail du côté est : « La lumière est son sort, / le Seigneur n'est-il que le cœur et la main du bâtiment, / avec les tilleuls du pays / sa maison sera aussi ombragée et grande ». La ferme devient bientôt le cœur de la « communauté d'artistes de Worpswede ». Après la Première Guerre mondiale, Barkenhoff devient la « Communauté et école de travail de Barkenhoff » (Kommune und Arbeitsschule Barkenhoff (de)) en 1919.
Parmi les nombreux visiteurs du Barkenhoff figurent Sonja Marchlewska, deuxième épouse de Heinrich Vogeler depuis 1926, fille du marxiste polonais Julian Marchlewski, ami et collègue de Rosa Luxemburg et confident de Lénine. Marchlewski a également été recteur de l'Université communiste des minorités nationales de l'Ouest à Moscou et fondateur du Secours rouge international. Il persuade Vogeler de transférer le Barkenhoff au Secours rouge. À partir de 1923, le Barkenhoff est converti en foyer pour enfants de la toute nouvelle Rote Hilfe Deutschlands (RHD) avant que le foyer ne ferme en 1932.
En 1932, Barkenhoff est vendu à l'architecte de jardin et anthroposophe Max Karl Schwarz (1895–1963), qui est arrivé à Worpswede par l'intermédiaire de  Leberecht Migge, un partisan de la Lebensreform (littéralement « réforme de vie », ou retour à la nature). Il y fonde l'école d'horticulture de Worpswede avec l'ingénieur Martin Schmidt (1892-1964), où le travail biodynamique a été enseigné et étudié avec des enseignants à vocation anthroposophique entre 1932 et 1936. Schwarz est considéré comme un pionnier de l'agriculture biodynamique et de l'horticulture, du compostage et un développeur et promoteur de l'idée du Gärtnerhof. En 1954, Schwarz a conçu le parc paysager du Goetheanum à Dornach.
Au cours des années suivantes, la ferme tombe en décrépitude et est cédée au secteur public en 1981. En 2003/2004, la ferme est entièrement rénovée. Depuis, le bâtiment sert de musée et d'espace d'expositions. Jusqu'à la fin de 2009, les constructions attenantes ont servi de studios aux boursiers de la Fondation Barkenhoff.